# 蔣敵
蔣敵（1424年—1483年），字宗仁，南直隸應天府江寧縣醫籍，鎮江府丹徒縣人，明朝政治人物。

## 生平
景泰元年（1450年）庚午科順天鄉試第一百十三名舉人，五年（1454年）中式甲戌科會試第四十六名，三甲第八十四名進士。

## 家族
曾祖蔣義甫；祖父蔣子中；父蔣彥升，太醫院御醫，贈戶部主事；母周氏（封太安人）。慈侍下。妻孫氏。兄蔣敷，弟蔣敘。